# Allianz der Konsumentenschutz-Organisationen

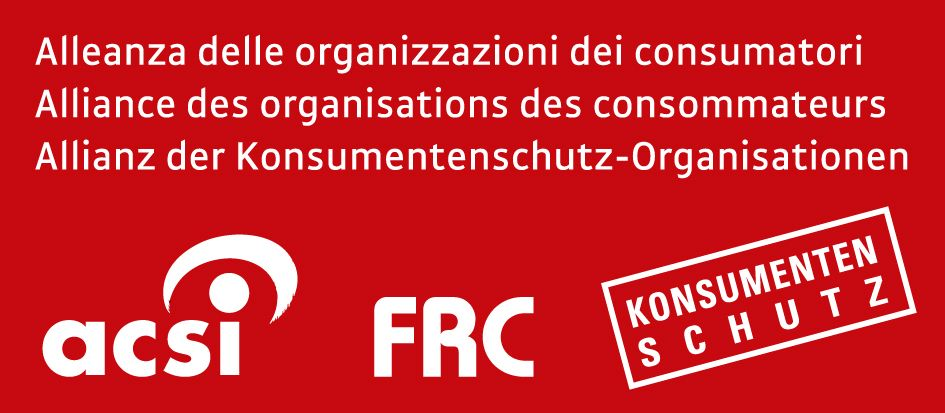
Logo der Allianz

Die Allianz der Konsumentenschutz-Organisationen ist der Dachverband der drei schweizerischen Konsumentenschutzorganisationen Associazione consumatrici e consumatori della Svizzera italiana (ACSI), Fédération romande des consommateurs (FRC) und Stiftung für Konsumentenschutz (SKS).

## Ziele und Aktivitäten
Die Allianz hat zum Ziel, die Ressourcen der drei beteiligten Organisationen zu bündeln und dadurch die Interessen der Konsumenten in der Schweiz besser vertreten zu können. An einer jährlichen Pressekonferenz im Dezember stellt sie konsumentenpolitische Ziele für das kommende Jahr vor und wertet das vergangene Jahr in Bezug auf dessen Ziele aus. Die Allianz betreibt das Online-Preisvergleichsportal Preisbarometer.ch, veröffentlicht eine Charta von Konsumentenanliegen und ein darauf basierendes Rating der bei nationalen Wahlen kandidierenden Politiker.

## Geschichte
Die Allianz wurde auf Initiative der damaligen Präsidentin der Stiftung für Konsumentenschutz und späteren Bundesrätin Simonetta Sommaruga 2010 als nationaler Verein gegründet. Die drei Organisationen arbeiteten bereits vor der Vereinsgründung eng zusammen und veröffentlichten für 2010 die erste gemeinsame Agenda. Bis heute besteht der Dachverband aus den drei Gründungsorganisationen und hat sich strukturell nicht verändert.